# Країна історій
«Країна історій» — серія дитячих художніх, пригодницьких і фентезійних книг, написаних американським письменником, актором та співаком Крістофером Колфером. Перша книга, Чари Бажання, побачила світ 17 липня 2012 року. Шоста книга вийшла друком у липні 2017 року. Під час відеочату в прямому ефірі Колфер розповів про плани щодо серіалу-приквела, який вже було опубліковано. Колфер описує ці книги як «сучасну казку», у якій розповідається про те, як близнюки Алекс і Коннер Бейлі потрапляють із реального світу у світ, повний казок, про які вони раніше лише читали, і виявляють, що в цьому є щось більше, ніж світ, яким він є на перший погляд.

## Книги

### Чари Бажання
Перша книга серії «Чари Бажання» була опублікована 17 липня 2012 року .
Рік і 9 місяців минуло з тих пір, як близнюки Алекс і Коннер Бейлі втратили свого батька в автокатастрофі. Їхня мати намагається поєднувати роботу та сім'ю. На дванадцятий рік народження Алекса та Коннера їхня бабуся дарує їм стару книгу казок свого дитинства. Алекс розуміє, що книга дзижчить, світиться і зрештою засмоктує предмети на свої сторінки. Всупереч пораді Коннера викинути книгу, Алекс залишає книгу і зрештою втрачає рівновагу та падає в неї, після експерименту, кидаючи всередину олівці та книги. Коннер вривається до кімнати, щоб завадити Алекс зайти в книгу, але, натомість, налякав Алекс, і тому вона потрапила в книгу. Коннер стрибає на допомогу Алекс. Вони з'ясували, що книга — це портал у казковий світ.
Там вони зустрічають Фроггі, людину, яка перетворилася на жабу. Жабомен Фрогі дає їм щоденник, у якому розповідається про Чари Бажання та як їх досягти. Чари Бажання — це легендарні чари, що включають у себе перелік предметів. Зібрані докупи вісім предметів можуть виконати будь-яке, навіть непомірне бажання людини. Сподіваючись повернутися в реальний світ, Алекс і Коннер вирушають шукати предмети Чар Бажань. Пізніше, у палаці Червоної Шапочки вони зустрічають іншу людину, яку згодом ідентифікували як Мисливицю. Вона підпалює палац. Алекс і Коннер розуміють, що Мисливиця працює на Лиху Королеву, щоб також отримати Чари Бажання. Вони з'ясовують, що їх можна використати лише двічі, і чоловік, який написав щоденник, уже використав його. Лиха Королева також отримує це повідомлення зі свого чарівного дзеркала та починає відчайдушну гонку, щоб створити Чари Бажання. Поки вони збирають інгредієнти для Чар Бажання, Алекс і Коннер натрапляють на багато казок, які колись розповідав їм їхній батько та бабуся. Через деякий час вони приходять до думки, що їхній батько прийшов із казкового світу.
Нарешті, коли Алекс і Коннер отримують усі предмети для Чарів Бажання, Лиха королева викрадає їх, забирає предмети та йде до свого сховку на північ від Сплячого королівства. Там Коннер намагається перешкодити Лихій Королеві використати заклинання бажання, розбивши пляшку зі сльозами феї, один із предметів, необхідних для Чар Бажання. Лиха королева розповідає свою історію: коли вона була маленькою, її звали Евлі, і вона була доброю та турботливою дівчинкою. Вона закохалася в молодого хлопця на ім'я Міра, але чарівниця полонила її і не дала з ним зустрітися. Евлі намагалася надіслати таємні повідомлення Мірі, але Чарівниця дізналася про це та заточила Міру в дзеркало. Пізніше Евлі вбила Чарівницю, але вона нічого не могла зробити, щоб повернути Міру, поки не дізналася про Чари Бажання. Почувши цю історію Алекс проливає кілька сліз. Лиха Королева дістає одну зі сліз Алекс, кладе її разом із предметами заклинання бажання, і Чари Бажання активувалися. Міра звільняється від чарівного дзеркала, але він присмерті. Прибуває команда рятувальників на чолі з Фроггі. Міра помирає на руках у Евлі, і їх обох поглинає чарівне дзеркало королеви, коли воно падає. Під час наступної сутички Мисливець і його дочка гинуть, а Алекс і Коннер рятуються. Фроггі виявляється давно втраченим принцом Чарлі з Чарівного королівства, а Алекс і Коннер дізнаються, що їхня бабуся — Фея-хрещена мати, яка здатна створювати портали між потойбіччям і казковим світом. Щоденник, написаний чоловіком, який завершив Чари Бажання багато років тому, був написаний їхнім батьком: Тому Алекс і Коннер частково також феї. Алекс і Коннер повертаються в реальний світ.

### Повернення Чарівниці
«Повернення Чарівниці» — друга книга серії, видана 6 серпня 2013 року .
Алекс повертається додому після школи, а її брат Коннер ошелешує новиною, що він знайшов романтичну записку їхній матері від хірурга, з яким вона працювала, на ім'я лікар Боб, який подарував їм цуценя. Коли Шарлотта повертається додому, Алекс і Коннер запитують, чи є у Шарлотти хлопець. Мама каже їм, що це правда. Пізніше Боб зустрічається з близнюками та розповідає їм про свій план зробити пропозицію їхній матері. Він показує їм каблучку з двома великими діамантами, рожевим і синім, що символізують близнюків. Коли Боб запитує у близнюків дозволу на пропозицію, Коннер і Алекс вирішують, що це зробить і Боба, і їхню маму щасливими, тож вони погоджуються.
Тоді всі троє вирішили здивувати Шарлотту спеціальною вечерею в будинку Бейлі наступного четверга о шостій. Алекс якомога швидше повертається додому з курсу, який вона відвідувала в громадському коледжі, а Боб каже людям, з якими він працює в лікарні, затримати Шарлотту, щоб вона не поверталася додому раніше. Утім Шарлотта Бейлі зовсім не прийшла додому. Коли лікар вже пізно ввечері телефонує на роботу, інша медсестра в лікарні каже, що вона пішла дві години тому. Потім вони чують таємничий стукіт у двері, і бачать на порозі купу казкових солдатів із Чарівного Королівства. Спочатку Боб був шокований, потім засумнівався, але пізніше визнав, що казковий світ існує. Так зайшла бабуся близнюків, Хрещена Фея, і пояснила, що їх матір викрали. Поки їхня бабуся займається своїми справами, Ксантус (член Ради фей) і сер Лемптон (старий товариш їхнього батька) наглядають за ними, доки Мати-Гуска, найближча подруга їхньої бабусі, не візьметься няньчити близнюків. Пізніше Алекс дала Матері-Гусці алкоголь, а коли вона розговорилася дівчина розпитала у неї дуже важливу інформацію про події у Країні історій.
Алекс дізнається, що її мати була захоплена Езмією, «Чарівницею», яка прокляла Сплячу Красуню, будучи ще дитиною, і що Спляче Королівство зруйновано. Оскільки вона не змогла потрапити до Країни Історій через книгу, дівчинка прокрадається з дому та їде на велосипеді до будинку своєї бабусі, сподіваючись знайти дорогу до Країни Історій. Наступного дня вона мало не впала з мосту. Неочікувано Коннер рятує її та зізнається, що стежив за нею. Зрештою вони йдуть до будинку своєї бабусі, в якому побачили сяючу картину. Алекс довідується, що це портал у казковий світ. Раптом Алекс і Коннер опиняються в Країні історій. Зрештою вони знаходять Фроггі, який знову перетворився на жабу для маскування, після того, як його повернули на людину наприкінці першої книги. Усі троє вирушають до Королівства Червоної Шапочки, де Чарівниця, здавалося, руйнує символічні історичні пам'ятки. Потім Алекс та Коннер таємно відвідують зустріч лише для королів і королев, переконавши Червону Шапочку одягнути довгу та пишну сукню, під якою вони могли б сховатися. Під час зустрічі Чарівниця захоплює бабусю Алекса та Коннера, розповідаючи, що вона захопила «Алекс», але натомість отримала Шарлотту, їхню матір, яка прикинулася, що вона Алекс. У замку Червоної Шапочки Коннер з книжок дізнається про щось під назвою «Жезл чудес», який робить власника непереможним. Щоб його створити, потрібно знайти шість найцінніших речей шести найненависніших людей у світі. Щоб допомогти знайти всі предмети, Червона Шапочка просить жителів своєї країни взяти участь, щоб збудувати літаючий корабель із усіх її кошиків.
Коли корабель буде завершено, Алекс, Коннер, Червона Шапочка, Фроггі, Золотоволоска та Джек пролітають на кораблі через Країну історій. Вони отримують крижаний скіпетр Снігової Королеви, обручку мачухи Попелюшки, золоту арфу велетня, скло з дзеркала Лихої Королеви та коштовності Морської Відьми. Однак вони не зрозуміли, що є найціннішим надбанням Чарівниці. Після падіння повітряної акулі на території Тролів і Гоблінів вони дізнаються, що Тролбелла, жінка-троль, якій подобається Коннер, тепер королева, і що Боб також подорожував до Країни Історій. У Східному Королівстві вони зустрічаються з привидом Старої Королеви Красуні, яка розповідає їм, що найціннішим надбанням Чарівниці є її гордість.
Чарівниця використовує свої ліани, щоб затягнути Коннера, Реда, Фроггі, Златовласку та Джека до Колізею. Алекс намагається перемогти Езмію, непомітно викравши її гордість, але її виривають з Колізею. Оскільки вона тримала Жезл Чудес, вона рятується від смерті. Однак коли вона досягає землі, відразу непритомніє. Після цього Алекс бачить сон, в якому вона розмовляє з Алісою з «Аліси у Дивокраї», Люсі з «Хроніки Нарнії», Дороті Гейл з країни Оз та Венді Дарлінг з «Небувалії», які консультують її щодо виходу з цієї ситуації. Алекс прокидається і повертається в Колізей на літаючому коні. Коли вона прибуває, дівчина кидає Чарівну Паличку перед Езмією. Та в свою чергу намагається вбити Алекс Чарівною Паличкою після того, як Алекс позбавила її здібностей (поки Езмія не отримала Чарівну Паличку), але Румпельштильцхен стрибає перед вибухом, щоб врятувати Алекс від провини за те, що він намагався багато разів допомагати Езмії. Коннер знищує Паличку, тому вся магія виходить з тіла Езмії, і вона гине.
Після цього Боб нарешті робить пропозицію Шарлотті, і вони одружуються в замку королеви Попелюшки для королеви Попелюшки, щоб подякувати Шарлотті за турботу про їхню дитину. Коли приходить час йти, Алекс стверджує, що їй призначено залишитися в Країні історій і що Коннер повинен поділитися своїми історіями в реальному світі. Тоді близнюки вірять, що їх розлучать назавжди після того, як феї вирішили запечатати всі портали, що ведуть до Країни Історій і з неї. Пізніше Коннер забирає мачуху та зведених сестер Попелюшки, щоб вони повернулися в його світ, Коннер також ділиться їхніми історіями в Потойбічному світі.

### Засторога братів Грімм
Засторога братів Грімм є третьою частиною серії, яка була опублікована 8 липня 2014 року.
На початку третьої книги Алекс перебуває на коронації як Хрещена Фея. Тим часом Коннер у школі в реальному світі, і його запитують про те, де ж поділася його сестра. Коннер відправляється на шкільну екскурсію до Німеччини, щоб почути ніколи раніше не відомі йому історії братів Грімм, які нещодавно знайшли в капсулі часу. Хороша новина для Коннера полягає в тому, що дівчина, в яку він закоханий, Брі Кемпбелл, існує. Погана новина полягає в тому, що чотири грубі дівчата, які називаються Книжками, також йдуть з ним.
Що стосується Алекс, вона постійно псує свої чари. Зрештою вона зустрічає сина фермера на ім'я Рук Робінс, який їй подобається. Хрещена Фея відмовляється від своєї місії, бо нарешті знайшла собі заміну. Тепер Хрещена Фея може відпочити, знаючи, що казковий світ у надійних руках.
Коннер дізнається, що одна з історій є секретним повідомленням і попередженням для Країни Історій. Він вирушає по Німеччині, щоб зламати 200-річний код. За допомогою Брі та за вказівками Матінки Гуски Коннер зрештою зустрічає Еммеріха Гіммельсбаха, маленького хлопчика з далекого села.
Алекс і Коннер розуміють, що витіснені часом солдати Великої Армії з їхнього світу приходять у світ Казки. Армію очолює генерал Жак Дю Маркіз за допомогою Людини в масці, в'язня, якого він звільнив під час рейду на в'язницю Піноккіо. Коли на деяких жителів села нападає Велика Армія, військовики шантажують Рука, який закохався та вперше поцілував Алекс. Вони вимангають, щоб він відмовився від стосунків з Алекс .
Бабуся Алекс, Хрещена Фея, зрештою перемагає дракона Людини в масці своєю чарівною магією та «повертається до використання сили магії». Алекс з'ясовує, що Рук — це людина, яка злила інформацію. Їй боляче про це дізнатися, тому вона вирішує порвати з ним. Рук намагається повернути її довіру, допомагаючи дівчині у наступних історіях. Алекс сумує, що залишила його, але знає, що вчинила правильно. Наприкінці книги Алекс зустрічає Людину в масці без маски і переконується, що він Джоном Бейлі з їх померлим батьком були близнюками.

### За межами королівств
За межами королівств — це четверта частина серії, яка була опублікована 7 липня 2015 року
Книга починається з того, що близнюки Бейлі переслідують Чоловіка в масці, якого Алекс вважає їхнім покійним батьком. Однак Коннера це не переконало. Алекс переживає очевидні перепади настрою, під час яких її волосся піднімається над головою, а очі світяться. Їй важко контролювати свої емоції, через що вона атакує багатьох людей своєю магією, включаючи свою родину та друзів. Алекс наполягає на раді фей, що Людина в масці має бути одним із їхніх найвищих пріоритетів. У результаті вона стає «нехрещеною матір'ю», а її виганяють з ради фей. Алекс втрачає самовладання та контроль над своєю магією, стріляє в раду фей блискавкою та зникає у стіні вогню. Вона прибуває до замку Велетня після свого виходу зі стіни вогню, де живе Мати Гуска.
Пізніше, на весіллі Фроггі та Червоної шапочки, приходить відьма-красуня Моріна і стверджує, що вона перша кохана Фроггі (і та, яка прокляла його жити як жаба). Вона погрожує проклясти Червону шапочку, якщо він не піде з нею, через що Фроггі вирішує таки піти з нею, оскільки Моріна має велику магічну силу. Тим часом Коннера б'є Людина в масці, коли він отримує обручки для Червоної шапочки та Фроггі в бібліотеці, оскільки людина в масці намагається вкрасти книги. Коннер зриває маску, і тепер вже вірить, що Людина в масці — це їхній батько. Тієї ночі Алекс хоче поговорити зі своєю покійною бабусею. Тоді її бабуся посилає «ангел-міль із космосу», щоб розповісти Алекс справжню історію Людини в масці: він їхній дядько Ллойд.
Стара подруга Коннера, фея Трікс, вкрала книгу з рук його бабусі. З книги вони дізнаються, що Ллойд намагався вкрасти Портальне зілля, яке може перенести будь-кого в будь-який вигаданий твір. Інгредієнти зілля — це гілка найстарішого дерева в лісі, пір'я найкращого фазана в небі, замок з ключем, які належали коханій людині, два тижні місячного світла та іскра магії. Потім Алекс пояснює іншим, що Людина в масці їхній дядько, а не батько. Коннер їй каже, що та збожеволіла, але мати-гуска підтверджує, що це правда, і що це було останнє бажання їхньої бабусі, щоб вона не розповідала. Потім група подорожує до різних літературних творів, намагаючись зупинити свого дядька, перш ніж він завербує армію літературних лиходіїв.
Алекс і Коннер потрапили в пастку Ллойда після того, як вони переслідували його в «Чарівнику країни Оз», «Небувалії» та «Алісі в Дивокраї». У країні чудес близнюки потрапляють у пастку, де вони застрягли в різних історіях. Алекс опинився в пастці світу короля Артура, а Коннер — у країні Робін Гуда. Після втечі та зустрічі в країні Оз вони розуміють, що Ллойд послав армії, щоб знищити королівства, і що дітям потрібно повернутися додому за припасами. Вони їдуть до Потойбіччя на скелі, але потрапляють не до опублікованих історій, а до оповідань самого Коннера, щоб набрати власну літературну армію.

### Авторська одіссея
«Одіссея автора» є п'ятою частиною серії та була опублікована 14 грудня 2015 року
Коли близнюки та їхні друзі потрапляють у світи, створені за уявою Коннера, знаходячи союзників, про яких ніхто інший не міг і мріяти, а також відновлюючи багато спогадів, які вони залишили в казковому світі, довгоочікувана гонка починає завершуватися, до правління терору Людини в масці. Коннер і Алекс проводять час, слухаючи короткі розповіді Коннера, починаючи від битв з піратами і закінчуючи перегонами в стародавній піраміді, наповненій тисячами мумій-зомбі, з головним героєм історії. Коннер привів свою матір, Шарлотту Бейлі, на пригоду з муміями. Тим часом у Морської Відьми та Снігової Королеви разом із відьмами в Мерцівській затоці були інші плани. Снігова королева і морська відьма планують дати Алекс жменю злого пилу. Цей пил був зроблений з чарівного дзеркала, створеного жахливими демонами. Також порох збирала зла і жахлива Чарівниця, яку Алекс убив у другій книзі. Причина, чому чарівниця була такою жахливою, полягала в пилу, який не тільки роздратував її, але й спричинив душевний біль, гірший, ніж можна було собі уявити. Снігова королева та морська відьма вірять, що пил спрацює проти Алекс завдяки чорній магії, як вони застосовували й раніше. Коли Алекс йде до ванної кімнати, Моріна кидає пил дівчині в обличчя. Тим часом на Коннера та його друзів нападає Ллойд, який змушує їх перелити йому кров від Еммеріха, оскільки Еммеріх є сином Ллойда. Коннер перемагає Ллойда, ловлячи його в одній з історій Брі, але потім дізнається, що Алекс таки зникає.

### Зіткнення світів
Шоста й остання книга серії під назвою "Зіткнення світів " вийшла 11 липня 2017 року
Після прологу, в якому Коннер, якому зараз 80 років, святкує свій ювілейний день народження в книжковому магазині і розуміє, що не знає, що сталося з Алекс, він починає читати свою останню книгу. Історія починається з того, що Алекс, яка все ще перебуває під контролем відьом, сіє хаос у публічній бібліотеці Нью-Йорка. Коннер розуміє це і вирушає до Нью-Йорка в супроводі Червоної шапочки, Джека, Золотоволоски та Брі. В аеропорту трапляється кілька прикрих випадків, наприклад, Червона шапочка купує багато речей у сувенірному магазині, утім вони безпечно сідають у літак. Коли компанія прибуває, Book Huggers, сидячи в ресторані, бачить Коннера і розповідають своїм батькам. Однак Коннер ховається, і батьки його не бачать. Тоді, коли група Коннера намагається потрапити до бібліотеки, безпритульний чоловік на ім'я Расті, який раніше допомагав їм за гроші, веде їх до тунелю метро, який був покинутий у 20-х роках, але веде мандрівників безпосередньо під бібліотеку. Перебуваючи там, вони дізнаються про інших бездомних і розуміють, що в бібліотеці відкриється портал між світами. Вони проникають у бібліотеку та бачать Алекс, яка зараз знаходиться під контролем Моріни, і відьма змушує їх мовчати. Під час сну Коннер отримує повідомлення від Алекс, у якому говориться, що вона хоче, щоб він убив її, аби вона могла «повернутися до магії» та звільнитися від прокляття.
Обіймачі книг рятують Коннера та його друзів. Рада фей та інші герої борються та перемагають відьом і лиходіїв. Тим часом Алекс проти своєї волі спричиняє ще більше хаосу. Після того, як Літературну армію було знищено, Коннер написав оповідання, де вони з Алекс ніколи не досліджували Країну історій. За сюжетом проти Алекс немає прокляття, і вони бачать свого батька. Після цього Алекс стає настільки емоційною, що прокляття розпадається, і вони йдуть якраз перед тим, як історія закінчилася. Потім вони відремонтували Нью-Йорк, використовуючи цілюще полум'я, а через тиждень зустрілися з Президентом США. Вони пояснюють, що потрібно захистити книгу «Країна історій», щоб ніколи більше не повторилася катастрофа, подібна до Літературної армії. Серіал закінчується 65 роками пізніше, коли Коннера, якому зараз 80, збираються перевести до будинку престарілих, оскільки його діти вважають, що він збожеволів. Його онука Шарлотта «Чарлі» Блек відвідує його, коли він збирається відвідати Алекс. Потім він виходить у світ казки. Сюжет закінчується тим, що Чарлі чує звук, йде на горище й бачить, як сяє книга «Країна історій». Після всього, що сталося, Алекс та Коннер знову зустрічаються разом, живі та неушкоджені.

## Аудіокнига
Колфер записав свою аудіокнигу своїм голосом. The Land of Stories: The Wishing Spell було перекладено кількома мовами, зокрема іспанською, японською, російською, італійською, французькою, івритом, грецькою, португальською (Бразилія) та нідерландською.

## Королівства Країни історій
Разом усі королівства утворювали Королівство Довго і Щасливо. Цю організацію було створено для підтримання договору, який підписали всі правителі, щоб усі королівства могли жити в мирі та добробуті. Нею керує Рада Фей куди входять наймогутніші феї з усіх королівств, а керує Фея-хрещена Попелюшки.

### Ліс Гномів
Розташований у західній околиці Країни історій, на захід від Королівства Червоної Шапочки, на південь від Імперії Ельфів, та на північ — від Кутового Королівства. Єдина визначена територія країни, на якій немає правителя чи уряду. Кожен житель — сам собі король. Раніше тут жили гноми, які працювали в копальнях, але на час дії сюжету тут поселилися злочинці та втікачі, щоб їх не знайшли. Відтак, це вкрай небезпечне місце.

### Кутове королівство
Мініатюрне королівство заховане в південно-західному куточку континенту. Межує з Лісом Гномів (на півночі) та Прекрасним Королівством (на сході), сполучене мостом, під яким живе Мостовий троль.
Над верхівками дерев далеко видніється висока кругла вежа. Її збудували з кубічних каменів. На верхівці, під самісіньким гостроконечним дахом із соломи, було єдине вікно. Раніше у вежі жила Королева Рапунцель, що наглядає за королівством

### Північне Королівство
Це найбільше королівство, що займає майже весь північ країни. На північній захід від нього розташовано Імперію Ельфів, на південний захід — Ліс Гномів. А на схід воно межує з Сплячим Королівством.
Управляє королева Білосніжка, яка за декілька років до початку сюжету одружилася з Королем Чендлером Прекрасним. У них з часом народжується донька.

### Спляче (колишнє Східне) Королівство
Займає всю східну частину країни. Загалом третє за розмірами королівство. На півночі королівства розташована Таємна схованка, а на півдні — у берег врізається Русалчина Затока. На північному заході межує з Північним Королівством, на заході з Королівства Червоної Шапочки, та на південному заході — з Територією Тролів і Гоблінів та Королівством Фей.
Після жахливого сонного прокляття всі в ньому заснули, але після його зняття, всі засинають на ходу. А править ним Спляча Красуня, яка вже багато років не спить. Разом із чоловіком Королем Чейсом Прекрасним намагається привести королівство до тями. Весь терен і чагарник, що розрісся по Королівству під час дії закляття вирубали й кинули у велику глибоку яму, що має назву Тернова яма.
Північна окраїна королівства була неприємним і пустинним місцем, укритим високими скелями. Тут нічого не росло, стояли голі дерева. Посеред цієї пустки стоян невеликий палац з темного каменю, оточений глибоким, але порожнім ровом. Ніхто не знав, хто збудував і навіщо цей занедбаний палац, який віяв пусткою та був укритий товстим шаром пилу. Його східно крило доповнювала велика зала, оздоблена вікнами на всю стіну. Тут жила в першій книзі Лиха Королева, що втекла з підземелля замку Білосніжки.

### Прекрасне Королівство
Друге за розмірами королівство знаходиться на півдні країни історій, межуючи на півночі з Королівством Червоної Шапочки, на північному заході з Лісом Гномів, на південному заході — з Кутовим Королівством, сполучене мостом під яким живе троль, що вимагає розгадувати загадки. На північно-східній околиці в кордони врізається Територією Тролів і Гоблінів, а на сході — Королівство Фей.
На околиці Королівства багато маленьких сіл. На шляху до центру королівства села ставали більшими, а в центрі, біля палацу Попелюшки було багато заможних маєтків. Палац Попелюшки був ідеально симетричним і гладеньким, ніби збудованим із порцеляни небесно-блакитного кольору. У центрі височіли три величезні вежі, а під ними розміщувався величезний годинник, який було видно усьому королівству.
Панують Король Чанс Прекрасний та його дружина королева Попелюшка. Однак, багато знатних родин засмутилися, що Прекрасний Принц не обрав за свою дружину одну з їхніх доньок. Через те, що їхня нова королева була до цього служницею її називали Гарбузова принцеса або Мишача королева. Утім Попелюшка завоювала їхню відданість.

### Королівство Фей
Невеличке королівство на півдні країни, що з півдня оточене океаном, а зі сходу - Русалчиною Затокою. На заході від нього розташовано Прекрасне Королівство, а на півночі відмежоване великим валунами -від Території Тролів і Гоблінів. Кордоном зі Сплячим Королівством (на північному сході) слугувала Річка Дюймовочки. 
У центрі королівства ріс гігантський тропічний сад з величезними різнокольоровими квітами усіляких форм і сортів. По них літали та ходили невеличкі феї різних кольорів і різного зросту. На узбережжях маленьких ставочків росли плакучі верби. Через численні струмки і ставки були перекинуті чудові місточки. У центрі стояв палац, де засідала Рада Фей (сім найвидатніших фей). Будівля палацу була відкрита з вулиці, вікна не мала скла, а у кожній кімнаті було не більше двох стін. Все це доповнювали численні позолочені арки і колони.

### Королівство Червоної Шапочки
Розташоване в центрі Країни історій, оточене цегляним муром гігантських розмірів для захисту від вовків. Від кожного з чотирьох входів (північного, південного, східного та західного) до центру королівства (головного міста) веде ґрунтова стежка. У Королівстві лише одне місто, решта території — сільськогосподарські угіддя. У місті було багато крамничок і майстерень, а також банк Хенні-Пенні (народна казка про маленьке курча, що незабаром настане кінець світу), пиріжкова Джека Хорнера і пекарня «Ладусі». Привертав увагу оригінальний готель «Чув'як» у вигляді шкіряної туфлі без підборів велетенських розмірів, що знаходився трохи віддалік від головної вулиці. У засадженому зеленню в центрі міста парку височіли декілька меморіалів і монументів. Поряд була висока цегляна стіна сера Хитуна-Бовтуна. Далі височів невисокий пагорб Джека і Джилл із колодязем на вершині. На південній окраїні міста височів палац Червоної Шапочки, що мав червоні стіни та бордові дахи. Він мав чотири високі вежі, які було видно з будь-якої частини міста. Також палац оточував рів, на якому стояв водяний млин. На північний схід від палацу за містом височіло тридцятиметрове бобове стебло Джека. Поряд стояла старезна невеличка халупа, а трохи далі височів великий елегантний маєток із жовтої цегли з великою кількістю димарів та вікон.
Раніше це королівство було скупченням селищ у Північному Королівстві, які постійно атакували вовки. Жителі благали свою правительку Лиху Королеву (мачуху Білосніжки) допомогти їм. Через її надмірне себелюбство жителі повстали, почалась Революція П. О. В. З. (Повстання за Опанування Вовчої Зухвалості) та заснували власне королівство, захистившись збудованою стіною від вовків. Однак Революція П. О. В. З. привела до утворення Зграї Великих Сірих Вовків.
Королівство межує фактично з усіма королівствами та територіями, окрім, Імперії Ельфів, Кутового Королівства та Королівства Фей.
Червона Шапочка єдина виборна королева. Більшість рішень ухвалює її бабуся, а вона отримує всі почесті.

### Імперія Ельфів
Знаходиться в північно-західному куті Країни історій, межуючи на сході через гори з Північним Королівством, та на півдні — з Лісом Гномів.

### Територія Тролів і Гоблінів
Невеличка за розміром, але моторошна територія огороджена величезними валунами та скелями, які стояли на заваді, щоб зайти чи вийти з неї. Тут не було ані дерев, ані будинків, ані жодних ознак життя. Рада Фей зігнала сюди всіх тролів та гоблінів та заборонили залишати її без дозволу, щоб вони не могли викрадати людей та перетворювати їх на рабів. Територія розташована біля стін Королівства Червоної Шапочки. Також межує з Королівством Фей (на півдні), Сплячим Королівством (на північний схід) та Прекрасним королівством (на захід).
Утім тролі та гобліни зробили таємний лаз і чатували на людей поза межами огородження. Вони їх звозили до великої ями в землі, що продовжувалася тунелем із запахом плісняви та гною. Повсюдно стояли сотні хаток і маленьких будиночків, де жили тролі та гобліни. За кам'яною аркою з двох здоровенних статуй гобліна та троля знаходилася велетенська кімната, де на різній висоті знаходилися сотні гоблінів і тролів. Вони їли і пили з кам'яного посуду, сиділи на кам'яних стільцях за кам'яними столами. Обслуговували їх поневолені чоловіки й жінки. Посеред кімнати на помості стояли два трони. В одному сидів король тролів, в іншому - король гоблінів.

## Персонажі

### Головні герої
- «Александра (Алекс) Марі Бейлі» — розумна, цікава дівчинка, яка має яскраво-блакитні очі та коротке золотаве волосся з пов'язкою на голові. Вона старанна і уважно ставиться до кожного уроку, отримує оцінки високого рівня. Дівчина також вважається улюбленицею вчителів, але у неї немає друзів. Вона є сестрою-близнюком Коннера Бейлі. Пізніше виявляє, що вона одна з наймогутніших фей, які будь-коли відомі та є причиною, чому близнюки взагалі потрапили до Країни Історій.
- «Коннер Джонатан Бейлі» — хлопчик, який дуже схожий на свою сестру-близнючку Алекс Бейлі: також має яскраво-блакитні очі та коротке золотаве волосся. Його лице кругловидне та вкрите веснянками. Він часто засинає на уроках і ледарює. Також — товариський, але відчуває, що постійно перебуває в тіні своєї розумної сестри. Він глибоко ненавидить свою вчительку, місіс Пітерс. Однак зрештою вона надихає Коннера стати письменником, і в П'ятій книзі Коннер подорожує своїми оповіданнями. В останній книзі виявляється, що Коннер та Брі одружуються і народжують спільних дітей. Протягом свого життя Коннер стає відомим і успішним письменником.
- Принц Чарлі «Жабомен Фроггі» Прекрасний — висока на зріст, трохи людиноподібна жаба. Раніше, Принц Чарлі Прекрасний, але на нього було накладено прокляття за надмірне марнославство. Пізніше ми дізнаємося, що він був проклятий відьмою на ім'я Моріна, яка прокляла його так, що він соромився того, як він виглядав, оскільки вона думала, що він припинив їхні стосунки через «її» вигляд. Він мудрий і дає близнюкам поради та допомогу протягом усієї історії. Жабомен Фроггі має широке обличчя, великі сяючі очі та блискучу зелену шкіру. Спочатку він соромиться того, що він жабомен, і живе в якійсь норі в карликових лісах. Пізніше його обирають королем Центрального королівства. У «Поза королівствами» він ув'язнений у чарівному дзеркалі, щоб захистити Реда. В останній книзі він звільняється від дзеркала після здійснення доброго вчинку. Після звільнення він одружується з Червоною шапкою.
- Червона Шапочка — королева Королівства Червоної Шапочки. Іноді вона може бути різкою, егоцентричною та неосвіченою, але в душі співчутлива та віддана. Вона також може бути напрочуд розумною та сміливою. З дитинства вона закохана у Джека, тому щотижня запрошує його до палацу, але він завжди відмовлявся від неї на користь Златоволоски. Хоча спочатку він відчуває відразу через те, що він жабомен, Червона Шапочка зрештою закохується у Фроггі після того, як дізнається, що він колись був принцем. Червона Шапочка також не любить грубих речей. Під час Попередження Грімма маленька Бо Піп тимчасово зайняла свій трон, але Червона Шапочка повернула його. У «Поза королівствами» весілля Червоної Шапочки та Фроггі зірвала Моріна, яка погрожувала Червоній Шапочці викрасти Фроггі. Фроггі відвертає увагу Червоної Шапочки і йде з Моріною, щоб захистити Червоної Шапочки. У «Worlds Collide» вона рятує своїх друзів від Моріни, вбиваючи її ручним дзеркалом. Нарешті вона виходить заміж за Фроггі та всиновлює Загублених Хлопців із Небувалії.
- Джек — тепер дорослий чоловік (дуже енергійний та відважний) разом з іншими героями казки, який виростив знамените бобове стебло, коли він був молодшим. Він зрубує його щотижня, бо воно швидко росте. Також він від велетня врятував чарівну арфу, яка потім жила в його новому маєтку. Незважаючи на прихильність Червоної Шапочки до нього (вона закохана в нього з дитинства та запрошує до свого палацу щотижня, пропонуючи одружитися), він відкидає її залицяння і закохується в Золотоволоску (він її називає Златка). Через свою кохання до неї він вирішує приєднатися до Золотоволоски під час її постійних втеч та мандрівок, незважаючи на порушення законів. У третій книзі він одружується з нею, а в п'ятій книзі у них народжується дитина, яку називають Героєм.
- Золотоволоска — молода та прекрасна але жорстка і безстрашна злочинниця з великим синіми очима та довгими золотими кучерями. Одягнута у довге в'язане бордове пальто, чорні лосини й високі чоботи. На коні Порриджі вона здійснює набіги на різні королівства. Хагетта, добра відьма, яка живе в Карликових лісах, дала їй свій перший меч для бою. У третій книзі вона вийшла заміж за коханого Джека, який також її кохає із самого початку (називає Златка). У четвертій книзі вона завагітніла його дитиною. У п'ятій книзі народила хлопчика і назвала його Героєм.
- Фея-хрещена мати (Брістал Лінн Евергрін) — бабуся Алекс та Коннера, яка керує Радою Фей у важкі часи, а також єдина, хто може створити портал між казковим світом і Потойбічним світом. Вона зображена як добра стара жінка з гарною зачіскою. Дітям говорять, що вона на пенсії, але більшість року подорожує світом із друзями-пенсіонерами. У світі людей живе далеко в горах у малесенькому будиночку та періодично навідується до онуків, коли не їде до країн третього світу, щоб читати хворим дітям у лікрані, а в школі — вчити читати й писати. На 12-й день народження подарувала Алекс книгу з допомогою якої близнюки потрапили у «Країну історій». Помирає в «Попередженні Грімма» після вбивства дракона. У «Чарівній казці…» розповідається, що її справжнє ім'я — Брістал Лінн Евергрін.
- Матінка Гуска (Люсі Гус) — може подорожувати між світами (разом з Хрещеною Феєю) і читає дитячі віршики по всьому світу дітям. Вона входить до Ради фей. Вперше згадується в «Чарах Бажаннях» і з'являється в книзі «Повернення Чарівниці», «Попередження Грімма» та «За межами королівств». Вона «виходить на пенсію» і приєднується до Мерліна в його історії «За межами королівств». Вона любить грати в азартні ігри та подорожувати зі своїм домашнім гусаком Лестером. У «Чарівній казці…» розповідається, що її звуть Люсі Гуз.
- Рада Фей - сім найвидатніших фей, що керували Королівством Фей. Найголовніша - Фея-Хрещена, а також її помічниця Матінка Гуска. Ще п'ять могли змінюватися: Емеральда - зелена фея (головуюча на засіданнях) високого зросту з темною шкірою, вдягнена у довгу смарагдову сукню; Віолетта - фіолетова сукня (найстарша), у фіолетовому волоссі якої проглядалася сивина; Розетта - червона фея, низька і пухка з надмірно червоними щоками; Танжерина - помаранчева фея, мала стильний одяг, а її помаранчеве волосся було укладене у формі вулика, навколо якого літали справжні бджоли; Зантус - жовтий фей (єдиний чоловік) у блискучому костюмі, шкірою якого подекуди пробігало полум'я; Скайлін - блакитна фея, що мала бліду шкіру та лазурове волосся, одягнена у сукню кольору морської води; Корал - рожева фея (наймолодша), вдягнена у просту рожеву сукню, а за спиною у неї тріпотіла пара рожевих крил.
- Бріан Кемпбелл — розумна і рішуча дівчинка. Її вперше представили в «Попередженні Грімма» як однокласницю Коннера Бейлі. Вона є письменницею жахів, і її описують як красуню. У неї світле волосся з рожевою та блакитною прядкою, вона завжди носить фіолетову шапочку та навушник на одному вусі. Коннер дуже закоханий у Брі, і наприкінці «Попередження Грімма» Брі розповідає, що вона теж закохана в нього. Вона стає близькими друзями з Еммеріхом, з яким знайомиться під час подорожі до Європи. В останній книзі виявляється, що Коннер та Брі одружуються і народжують спільних дітей. Після того, як вони одружуються, вона змінює своє ім'я на Бріан Кемпбелл-Бейлі.
- Еммеріх Гіммельсбах — хлопчик із Хоеншвангау в Німеччині, йому приблизно десять років. Вперше він з'являється в «Попередженні Грімма». Він допомагає Коннеру та Брі потрапити в замок Нойшванштайн і зрештою приєднується до Коннера в його пригоді, щоб врятувати Країну історій. У «Поза королівствами» він виявляється сином Бо Піпа та Ллойда Бейлі, Людини в масці та дядьком близнюків, отже, Еммеріх стає двоюрідним братом близнюків.
- Рук Робінс — син фермера і коханий Алекс Бейлі в Попередженні Грімма, хоча вони розлучаються після того, як він розповів генералу про таємничий шлях. Він дає їй зрозуміти, що зробив те, що вважав правильним, коли загинув у «Зіткненні світів» від кулі снайпера, яка врятувала їй життя.
- Обіймачі книг — це група розумних дівчат, які стежать за Алекс та Коннером. Їх звуть Мінді Макклоускі, Сінді Стратербергерс, Лінді Ленкінс та Венді Такахаші. Спочатку вони керували книжковим клубом у своїй школі. Але після підозрілого зникнення Алекс та Коннера вони відмовляються від цього на користь клубу змовників. Всі думають, що вони б'ються головою, але так вони бачать невидиме. Вони ексцентричні. Венді періодично мовчить, і через це її іноді трохи ігнорують. В останній книзі вони стежили за Коннером і його друзями. Коли Обіймачі книг знаходять їх у пастці в бібліотеці, вони допитують Коннера, поки він не визнає, що відбувалося останні кілька років, і не вибачився. І лише тоді вони звільняють Коннера та його друзів. В одному з останніх розділів згадується, що вони новобранці сестри Грімм.
- Оберн Саллі — персонаж «Старборда», одного з оповідань Коннера. Вона заснована на історії Золотоволоски, тому є піраткою, яка плаває зі своєю командою на борту свого корабля «Доллі Лама». Коннеру ледве вдається переконати її стати частиною його армії. Вони змушені битися зі Смокі Сейлз, Семом, коли він нападає на них. Оберн Саллі з'являється у фільмі «Одіссея автора та зіткнення світів»
- Король Артур — король Камелота і любовним інтересом Алекса Бейлі в Поза королівствами, але вони змушені припинити свої стосунки, тому що Алекс мала зупинити Людину в масці. Вона переконує його виконати своє призначення. Однак він завжди зберігає романтичну тугу за Алекс.
- Шарлотта Бейлі — матір Алекс та Коннера: вродлива жінка з рудим волоссям і вкритою веснянками шкірою, яку близнюки успадкували від неї. Працює медичною сестрою в місцевій дитячій лікарні. Після смерті чоловіка, Шарлотта сама виховує дітей, тому змушена працювати у дві зміни, щоб забезпечити життя та навчання дітей, яких вона любить. Наприкінці другої книги вона виходить заміж за Боба. Це врятувало їх матеріальний стан, що був важким після втрати чоловіка. У другій книзі Шарлотта та Боб одні з головних персонажів у Країні історій.
- Джон Бейлі — батько Алекс та Коннера: високий чоловік із добрими очима, любив багато посміхатися. Він народився у Країні казок, але одного разу потрапив у світ людей і закохався у Шарлотту. Потім повернувся через портал та з нею одружився. Він тримав книжковий магазин «Книжки Бейлі». Однак, Джон загинув у автокатастрофі (за декілька днів до 11-річчя свої дітей) ще до завершення першої книги, залишивши Шарлотту однією до другої книги, коли вона виходить заміж за Боба.
- «Зіблінги, Королева кіборгів, Ньютерс, Бо та інші персонажі Дирижабля, моряки з „Доллі-лами“, адмірал Джейкобсон і його люди» — це герої уяви Коннера з його чотирьох розповідей. Він набирає їх до своєї літературної армії, і вони допомагають Алекс та Коннеру битися в шостій книзі «Світи стикаються».
- Лікар Боб — другий чоловік Шарлотти Бейлі та вітчим Алекс та Коннора Бейлі. Він лікар і добра людина. Купив дітям собаку на прізвисько Бастер (про якого вони не знали, що це був сер Лемптон') для Бейлі.
- Місіс Пітерс — учителька в школі, де навчаються Алекс та Коннер. Одна з головних героїнь першої книги. Висока, худорлява жінка, яка повсякчас надягає пишні сукні та носить товсті окуляри. Вона мала темне кучеряве волосся, яке заколювала на маківці

### Королівські особи
- Король Честер Прекрасний — батько чотирьох Прекрасних Королів, який помер ще до початку сюжету.
- Король Чанс Прекрасний — Король Чарівного королівства та чоловік королеви Попелюшки, найстарший із братів, син Короля Чанса Прекрасного.
- Король Чендлер Прекрасний — Король Північного королівства та чоловік Білосніжки, третій за старшинством (у нього було найдовше волосся), син Короля Чанса Прекрасного.
- Король Чейс Прекрасний — Король Східного Королівства та чоловік Королеви Сплячої Красуні, другий за старшинством (трохи вищий зростом Чанса), син Короля Чанса Прекрасного.
- Принц Чарлі — зниклий безвісти четвертий син Короля Честера Прекрасного. Під час його масштабних але марних пошуків по всіх королівствах старші брати знайшли собі дружин. Принц Чендлер наштовхнувся на Білосніжку в скляній труні, а принц Чейс знайшов Сплячу Красуню, яка спала в своєму замку. Вони обидва зруйнували закляття, накладені на принцес, і одружилися. У другій книзі виявиться, що він був обернений відьмою Мореною на Жабомена.
- Королева Попелюшка — Королева Чарівного Королівства. Раніше була служницею з «Казки про Попелюшки» (за що її називали Гарбузова принцеса або Мишача королева). Під час першої появи в Чарах Бажання вона вагітна від Короля Чанса Пркрасного, а згодом народжує принцесу Хоуп.
- Принцеса Надія — донька королеви Попелюшки та Короля Чанса Прекрасного. Принцеса Прекрасного Королівства.
- Королева Білосніжка — Королева Північного королівства. Під час пошуків свого молодшого брата Чарлі її поцілував Принц Чендлер і зруйнував прокляття та одружився. Виявляється, що саме вона звільняє свою мачуху з темниці через щире співчуття її біді.
- Королева Спляча Красуня — Королева Східного Королівства. Під час пошуків свого молодшого брата Чарлі її поцілував Принц Чейс і зруйнував прокляття та одружився. Через столітнє прокляття вона разом з іншими жінками в її королівстві стає нездатною народжувати дітей. Однак вона всиновлює нещодавно осиротілу дівчинку на ім'я Еш у «Попередженні Грімма» з розграбованого та спаленого міста.
- Принцеса Еш — прийомна донька Королеви Сплячого Королівства та Короля Чейса Прекрасного. Принцеса Східного королівства. Спляча красуня рятує їй життя, поки королівська сім'я йде чарівним шляхом. Вона всиновлює її, оскільки спляче прокляття зробило її безплідною, але вона хоче мати дитину.
- Королева Рапунцель — Королева Кутового королівства.
- Сер Вільям — чоловік королеви Рапунцель та король Кутового королівства.
- Королева Бо Піп — Королева Республіки Бо Піп. Була коронована після того, як кинула виклик Королеві Червоній Шапочці у боротьбі за трон, але Бо Піп померла в третій книзі від нерозділеного кохання до людини в масці.
- Привид Прекрасної Королеви Красуні — привид, що живе у Східному / Сплячому Королівстві з казки «Красуня і Чудовисько». Бабуся королеви Сплячої красуні. Відома як Леді Сходу.
- Принцеса Трольбелла — донька короля тролів. У першій книзі побачивши Коннера закохалася в нього та називала його Вершковим хлопчиком.
- Сер Лемптон — голова Королівської варти Королеви Попелюшки. Мав миршаву чорну бороду. Допоміг пройти Алекс і Коннеру до палацу Попелюшки. Наприкінці першої книги він перетворюється на собаку на прізвисько Бастер, яку близнюкам подарував Боб.
- Сер Грант — голова варти Королеви Білосніжки. Очолює армію Північного Королівства проти Лихої Королеви.

### Негідники
- «Евлі, Лиха Королева» — мачуха Білосніжки. Раніше правила Королівством Червоної Шапочки, поки жителі не здійснили Революцію П. О. В. З., та створили справжнє Королівство. Весь казковий світ вважав її себелюбною та одержимою владою, але насправді вона хотіла лише звільнити свого коханого, Міру, від свого Чарівного Дзеркала. Міра був поміщений в магічне дзеркало Езмією, чарівницею. На початку сюжету вона разом із своїм кам'яним серцем тікає з підземелля палацу Білосніжки, тому її постійно шукає армія Білосніжки. Але на находить, бо вона поселяється у занедбаному старовинному палаці на півночі Сплячого Королівства. Після битви у своєму палаці в «Чарах Бажання» вона потрапила в пастку Чарівного Дзеркала, яке колись утримувало Міру, і була перетворена на безнадійну версію свого старого «я», блукаючи дзеркальним царством у марній надії знайти її загубленою. коханець. У «Світи стикаються» ефект дзеркала змусив її забути себе та свої спогади. Це змусило її повернутися до молодої дівчини. Незабаром її виявляє Фроггі, якого на той час прокляла Моріна, Красуня-відьма у його власному дзеркалі, і вони разом вирушають, щоб попередити його друзів про змову казкових лиходіїв. Вона звільняється від дзеркального царства, пропонуючи слова мудрості жінці, самооцінка якої була зруйнована її виглядом. Після звільнення вона повернулася до свого справжнього, середнього віку. Остаточна доля Евлі невідома; однак, здається, її чекає світле майбутнє після її повної реінкарнації.
- Мисливець — помічник Лихої Королеви, що виконує її злочинні накази. Бо вона його визволила з палацу на півночі Сплячого Королівства. Вже не молодий, але кремезний та високий чоловік, що кульгав на праву ногу. Його одяг був зшитий із хутра різноманітних тварин. Завжди за плечима він носив арбалет, а на поясі — мисливський ніж. Мав доньку.
- Мисливиця — німа донька Мисливця. Висока й струнка молода жінка з темним але рудим волоссям, що відливало фіолетовим кольором з яскраво-зеленими очима. Носила одяг повністю зшитий із листя та всіляких рослин. У великому возі привезла Езмії Дзеркало Правди. В першій книзі виконує завдання Лихої Королеви та разом з близнюками збирає складові Чар Бажання.
- Дзеркало Правди ,- інше магічне дзеркало, що показувало справжню сутність людини, яке стояло перед ним.
- Езмія, Чарівниця була проклята відьмами ненавидіти всіх і намагалася знищити світ. Це ж прокляття було накладено на Алекс Бейлі в 5-й книзі. Колись Езмія була маленькою дівчинкою, яка жила в Потойбічному світі в біді після смерті її батьків і знищення її села. Її мали вбити безжальні солдати, але загинув один із солдатів. Хрещена Фея, яка таємно спостерігала за цим, взяла Езмію під свою опіку як ученицю. Хрещена Фея навіть обрала її наступною Хрещеною Феєю. На жаль, гіркота через чоловіків, які підвели її, а також, як вона стверджувала, ревнощі інших фей, змусили її зректися свого титулу та звернутися до темної магії. Її перемагає Алекс Бейлі. Пізніше, однак, виявилося, що це були відьми, які наклали на неї заклинання, щоб викликати лють.
- Снігова Королева / Мадам Селеста Везерберрі — це сліпа відьма погоди, яка давним-давно планувала таємну змову проти короля Північного Королівства, з яким вона подружилася, виконуючи його бажання та пророкуючи. Вона скинула короля і вкрила королівство вічною зимою. Зрештою принц Білий (дідусь Білосніжки) її скинув і вигнав у Північні гори, де вона живе в крижаному лігві зі своїми білими ведмедями. У другій книзі («Країна історій: Повернення Чарівниці») вона була представлена як антагоніст. Коннер, Алекс, Златоволоска, Червона Шапочка і Джек шукали 6 найцінніших предметів 6 найненависніших істот, однією з яких була снігова королева. Алекс і Коннер взяли її чарівну паличку (яку пізніше Коннер розрізав навпіл) і використали її для створення Палички Чуда. Пізніше вона також була виявлена як та, що знайшла пил злого дзеркала з минулого, яке перетворило Езмію на Лиху чарівницю.
- Моріна — зла відьма, яка прокляла Фроггі виглядати як жаба і заманила його в чарівне дзеркало. Вона робить це тому, що він припинив їхні стосунки. Її дід був тролем. В результаті вона була некрасивою в молодості. Вона витратила роки на створення зілля, які потроху покращували її зовнішність. Згодом Моріна виглядає як красива жінка, але на голові у неї баранячі роги. Вона проводить свій час, продаючи свої зілля клієнтам, які хочуть виглядати краще. Мікстури створюють шляхом висмоктування молодості дітей.
- Дзеркало демона — це дзеркало, згадане в Країні історій: авторська одіссея. Кажуть, що це була зброя, якою користувалися демони, що населяли казковий світ (дивіться цю історію в книзі 5), і перетворювали будь-що у своєму відображенні на потворне та зле. він розбивається, коли демони намагаються занести його на небо, щоб мучити ангелів, і осколки перетворюються на пил. А пил потім використовується, щоб проклясти Алекс, щоб використати її в 6-й книзі.
- Людина в масці / Ллойд Бейлі — головний антагоніст у книгах № 3, 4 і 5. У 4-й книзі виявляється, що Людина в масці — це дядько Алекс та Коннера Ллойд. У 5-й книзі Еммеріх відкривається йому як його син, а маленька Бо Піп як його дружина. Його змова полягала в тому, щоб завербувати армію найбільших лиходіїв літератури, щоб повалити Королівства та захопити світ. Він помирає наприкінці 5-ї книги, потрапляючи в історію Брі «Кладовище нежиті», будучи вбитим Бо Піпом і вигнаним у могилу.
- «Смокі Сейлз Сем» — персонаж оповідання Коннера «Starboardia». Спочатку він був рабом, але став піратом, коли влаштував заколот на кораблі, який захопив його. Він хоче вбити Оберн Саллі, бо вона вкрала у нього намисто під назвою «Серце Карибського моря».
- Генерал Жак Дю Маркіз — французький генерал Великої Армії, який хоче заволодіти казковим світом. Він з'явився як центральний антагоніст у «Попередженні Грімма», але загинув через те, що людина в масці керувала драконом. Колфер сказав, що він мав натхнення.

### Тварини
- Порридж — буланий кінь Золотоволоски, що супроводжує її в більшості пригод.
- Клавдій — вовк із Червоної Шапочки. Був врятований нею під час подій другої книги, у Північних горах Північного королівства. Потім живе в Центральному королівстві.
- Малумкл — величезний вовк, вкритий чорною кошлатою шерстю з червоними очима, лідер Зграї Великих Сірих Вовків.
- Корнеліус — єдиноріг Алекса. Супроводжує Алекс у багатьох пригодах і є добрим другом Рука Робінса.
- Бакл — зарозумілий і норовливий жеребець, коханий Порідж. У них народилося лоша Овес, а він лише супроводжує героїв у кількох пригодах.
- Дракон — антагоністична істота. Людина в масці знайшов його у яйці для генерала маркіза, а пізніше допоміг їм спробувати знищити Королівство фей. Його вбила Хрещена Фея.
- Овес — лоша Порідж та Бакла. Енергійний та сповнений пригод.
- Джордж Клуні — кіт Велетня. Спочатку він був антагоністом, але Матінка Гуска назвала його Джорджем Клуні і приручила кота.

### Допоміжні персонажі
- Пітер Пен, Робін Гуд, веселуни, Загублені хлопчики, Дінь-Дінь і Мерлін — персонажі класичних казок та епосів. Близнюки Бейлі переглянули свої історії, щоб знайти Людину в масці, і зустріли їх. Вони стали союзниками в останній битві. Загублених хлопчиків усиновили Червона Шапочка та Жабеня, а решта персонажів повернулися до своїх історій; Мерлін взяв із собою матінку Гуску.
- Гаґата — відьма, яка практикувала чорну магію, якою скористалася в свій час Езмія — Лиха Чарівниця. Виглядала як живий пеньок, бо була низенькою та вдягнутою в коричневу мантію з відлогою. Мала мініатюрний ніс поряд з яким розташувалася величезна бородавка. На її обличчі пролягли глибокі зморшки, а одне око було примруженим. Загинула, коли впала в тернову яму.
- Гаґетта — сестра мерзенної відьми Гаґати. Вона цілителька, яка використовує полум'я білого дракона. Головний союзник головних героїв.
- Мандрівний Крамар — дивакуватий літній, розпатланий чоловік з сивою бородою, який постійно мандрував, оскільки ордери на його арешт були видані у всіх королівствах. На ньому було декілька нашарувань старого подертого одягу. Під очима виднілися темні кола, а одне око косило ліворуч. Він подорожував із великим возом, який тягнув один мул. Саме він продав Джеку чарівні боби. Добрий союзник героїв, і хоча вони загалом його не люблять, він часом виявляється надто корисним.
- Медуза — людина із шевелюрою зі змій та очима, які перетворюють на камінь кожного, хто на них дивиться. Незважаючи на те, що вона робить це, не навмисне, і знаходить печеру, повну громадян і королівської сім'ї, пізніше вона знаходить хатину Моріни, випиває зілля і (на короткий час) знову перетворюється на людину. Так вона допомагає звільнити Фроггі з дзеркала та рятує зниклих дітей, довівши, що вона не монстр. Потім, після пропозиції Фрогі живе разом з ним у його старому будинку.
- Мостовий троль — живе під мостом, що веде з Кутового до Прекрасного Королівства. Цей міст не можна пройти не відгадавши загадку троля. Хто схиблює, тому він відкушує голову. Походить з казки «Три козлики і троль».
- Смізерс — житель Прекрасного Королівства, який на возі із хмизом, запряженим сірим конем, підвіз Алекс та Коннера до палацу Попелюшки.
- Чарівна арфа — золота жінка, яка мала на спині струни та постійно співала й говорила. Вона була рабинею Велетня, якого убив Джек. Врятувавши Чарівну арфу він забрав її до свого нового маєтку. У другій книзі стала частиною Чудодійної Палички.
- Троль Боблворт - товстий і потворний із великим носом і рогами.
- Гоблін Еґгорн - довгов'язий та худорлявий з великими жовтими очима, мав світло-зелену шкіру. Разом із тролем Боблвортом вполювали близнюків та на возі, запряженому кволим віслюком відвезли до тунелю на Території Тролів і Гоблінів.

## Видання українською
- Колфер Кріс. Країна історій: Чари Бажання. Книга 1 / Кріс Колфер; пер. з англ. А. О. Юрченко. - Харків : Вид-во "Ранок", 2020. - 448 с.: іл. - (Серія "Країна історій"). ISBN : 9786170943941
- Колфер Кріс. Країна історій: Повернення Чарівниці. Книга 2 / Кріс Колфер; пер. з англ. А. О. Юрченко. - Харків : Вид-во "Ранок", 2020. - 592 с.: іл. - (Серія "Країна історій"). ISBN : 9786170945242
- Колфер Кріс. Країна історій: Засторога братів Грімм. Книга 3 / Кріс Колфер; пер. з англ. А. О. Юрченко. - Харків : Вид-во "Ранок", 2020. - 560 с.: іл. - (Серія "Країна історій"). ISBN : 9786170945730

## Реакція
- Чари бажання перебувало в списку бестселерів New York Times протягом п'яти тижнів, а два з п'яти посідаючи перше місце.
- The Onion 's The AV Club поставив The Wishing Spell категорію B.[9]
- Книгу «Чари бажання» було названо однією з «Найкращих книг 2012 року» за версією Barnes & Noble.[10]

## Екранізація
13 червня 2017 року було оголошено, що компанія Twentieth Century Fox працює над екранізацією першої книги «Чари бажання», режисером та сценарієм виступить Колфер. Він також буде одним із виконавчих продюсерів фільму, який буде створено 21 Laps Entertainment .